# Aeropuerto de Malacatán
El Aeropuerto de Malacatán (OACI: MGML) es un pequeño aeropuerto de uso público que sirve a la ciudad de Malacatán en el Departamento de San Marcos en Guatemala , cuenta con una pista de aterrizaje de 940 metros. 
La pista de aterrizaje está ubicada a 2 kilómetros (1,2 mi) al oeste de la ciudad. El  VOR-DME Tapachula (Ident: TAP ) se encuentra a 18,1 millas náuticas (33,5 km) al suroeste del aeropuerto.